# Roger de Flor (Chapí)
Roger de Flor és una òpera en tres actes, amb música de Ruperto Chapí i llibret de Mariano Capdepón. Es va estrenar l'11 de febrer de 1878 al Teatro Real de Madrid, amb motiu de les noces entre Alfonso XII i la seva primera esposa, Maria de la Mercè d'Orleans.
Des de llavors no es va tornar a interpretar, i es va considerar perduda la partitura d'un acte. Aquesta va ser trobada pel musicòleg Emilio Casares en els arxius del Teatro Real de Madrid. Estava previst recuperar-la al Palau de la Música de València el 8 d'octubre de 2009, però per culpa d'una polèmica per canviar part del text del llibret, eliminant les referències a Catalunya, no es va portar a terme per imposició política. Finalment es va recuperar el 10 de març del 2012 en versió de concert.